# الديرفة (مسلسل)
الديرفة مسلسل كويتي، أخرجه مناف عبدال.

## الممثلون
- محمد المنصور
- هيفاء عادل
- أسمهان توفيق
- عبد الرحمن العقل
- بثينة الرئيسي
- عبير الجندي
- حسين المهدي
- نور الكويتية
- غدير السبتي
- عبد الله بهمن
- محمد جابر
- أحمد الهزيم
- غدير زايد
- إبراهيم الشيخلي
- عبد الرحمن الدين
- شيخة البدر
- صمود المؤمن
- عبد الله المسلم
- زينة مهدي
- غانم آل علي
- دارين الهاجري
- علي الغريب
- عصرية الزامل
- فرحان العلي
- عباس خليفي
- الزين بوراشد
- عبد الله الفريح
- فيصل السعد
- منى مكي
- رهف التميمي
- هبة مطيع
- سارة الموسوي